# شرلوک هولمز (فیلم ۱۹۱۶)
شرلوک هولمز (انگلیسی: Sherlock Holmes) فیلمی در ژانر جنایی است که در سال ۱۹۱۶ منتشر شد.